# Wojciech Stanisław Wójcik
Wojciech Stanisław Wójcik (ur. 23 kwietnia 1897 w Płaszowie, zm. wiosną 1940 w Charkowie) – podpułkownik piechoty Wojska Polskiego, kawaler Orderu Virtuti Militari, ofiara zbrodni katyńskiej.

## Życiorys
Urodził się 23 kwietnia 1897 w Płaszowie, w rodzinie Józefa i Katarzyny z Porębskich. Ukończył 6 klas gimnazjum humanistycznego w Krakowie. 6 sierpnia 1914 wstąpił do Legionów Polskich. Służył w 2 pułku piechoty. Walczył w kampaniach: karpackiej, besarbskiej, bukowińskiej, wołyńskiej i polskiej. Po przejściu frontu przez II Brygadę Legionów pod Rarańczą, wstąpił do II Korpusu Polskiego. Walczył z bolszewikami i Niemcami. Od września 1918 w 4 Dywizji gen. Żeligowskiego. Awansował do stopnia podporucznika. Dowodził plutonem kaemów w rejonie Odessy w walce z bolszewikami i Ukraińcami. Po powrocie do kraju, skierowany do Armii gen. Hallera, na stanowisko dowódcy 5 kompanii 51 pułku piechoty. Walczył na wojnie z bolszewikami.
W styczniu 1925 został przydzielony z 51 pp do Oddziału Wyszkolenia Dowództwa Okręgu Korpusu Nr VI we Lwowie na stanowisko referenta Przysposobienia Wojskowego. W marcu 1926 został zatwierdzony w 51 pp na stanowisku oficera Przysposobienia Wojskowego. W listopadzie 1927 został przydzielony do Dowództwa 25 Dywizji Piechoty w Kaliszu na stanowisko oficera Przysposobienia Wojskowego. W grudniu 1929 został przeniesiony do 29 pułku Strzelców Kaniowskich w Kaliszu na stanowisko dowódcy batalionu. W październiku 1932 został przeniesiony do 52 pułku piechoty Strzelców Kresowych w Złoczowie na stanowisko dowódcy batalionu. W kwietniu 1934 został przeniesiony do 35 pułku piechoty w Brześciu na stanowisko dowódcy batalionu. 26 marca 1937 został przeniesiony do Korpusu Ochrony Pogranicza i wyznaczony na stanowisko dowódcy batalionu KOP „Stołpce”. W listopadzie 1937 roku został przeniesiony do pułku KOP „Snów” na stanowisko zastępcy dowódcy pułku. W lipcu 1939 roku powierzono mu dowództwo 1 pułku piechoty KOP. Na czele tego oddziału walczył w kampanii wrześniowej 1939 roku.
Po agresji ZSRR na Polskę – w nieznanych okolicznościach dostał się do niewoli sowieckiej. Przebywał w obozie w Starobielsku. Wiosną 1940 został zamordowany przez funkcjonariuszy NKWD w Charkowie i pogrzebany potajemnie w bezimiennej mogile zbiorowej w Piatichatkach, gdzie od 17 czerwca 2000 mieści się oficjalnie Cmentarz Ofiar Totalitaryzmu w Charkowie. Figuruje na Liście Starobielskiej NKWD, pod poz. 467.
5 października 2007 minister obrony narodowej Aleksander Szczygło mianował go pośmiertnie na stopień pułkownika. Awans został ogłoszony 9 listopada 2007 w Warszawie, w trakcie uroczystości „Katyń Pamiętamy – Uczcijmy Pamięć Bohaterów”.

## Awanse
- podporucznik – 1918
- porucznik – 1920
- kapitan – 1924
- major – 1925

## Ordery i odznaczenia
- Odznaka za Rany i Kontuzje z czterema gwiazdkami
- Krzyż Złoty Orderu Virtuti Militari (pośmiertnie, 18 sierpnia 1948)
- Krzyż Srebrny Orderu Virtuti Militari nr 408[2]
- Krzyż Niepodległości (6 czerwca 1931)[22]
- Krzyż Walecznych (czterokrotnie)[23]
- Złoty Krzyż Zasługi (19 marca 1936)[24]
- Medal Pamiątkowy za Wojnę 1918–1921[25]
- Medal Dziesięciolecia Odzyskanej Niepodległości[25]
- Brązowy Medal za Długoletnią Służbę (10 maja 1938)
- Państwowa Odznaka Sportowa
- Medal Międzysojuszniczy „Médaille Interalliée”[23]